# Секст Кокцей Севериан
Секст Кокцей Севериан (на латински: Sextus Cocceius Severianus) е политик и военен на Римската империя през 2 век.

## Биография
Произлиза от фамилията Кокцеи, от която е и римския император Нерва (96 – 98). Вероятно е син или роднина на Секст Кокцей Севериан Хонорин (суфектконсул 147 г.).
Кокцей Севериан е проконсул и легат на римската провинцуия Африка между 161 и 163 г. Той се жени за Цезония и има един син Секст Кокцей Севериан, който има син Секст Кокцей Вибиан, римски сенатор през 204 г.